# 美国银行广场 (圣安东尼奥)
29°25′46″N 98°29′24″W / 29.4295°N 98.4900°W

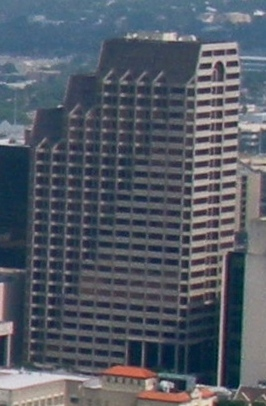
圣安东尼奥美国银行广场

美国银行广场（Bank of America Plaza）是一栋位于德克萨斯州圣安东尼奥的摩天大楼。于1984年建成，最初命名为Interfirst银行广场，由SOM建築設計事務所休斯顿分部设计，共28层、 高118米。 它是全市第六高的建筑。